# Lymphocryptovirus
Lymphocryptovirus (лат., лимфокриптовирус) — род лимфотропных герпесвирусов человека и млекопитающих, включает широко распространённый вид — вирус Эпштейна — Барр. Некоторые представители рода способны инфицировать многих приматов. 
Название образовано от лат. lympha — лимфа и греч. κρύπτω — скрывать, что связано со способностью вирусов данной группы к длительному латентному пребыванию в лимфе организма носителя.
Вирион диаметром 150—200 нм, покрыт замкнутым капсидом с икосаэдрической симметрией (T=16). Капсид состоит из 162 капсомеров.

## Классификация
По данным Международного комитета по таксономии вирусов (ICTV), на май 2016 г. в род включают 8 видов:
- Callitrichine gammaherpesvirus 3 [syn. Callitrichine herpesvirus 3]
- Cercopithecine gammaherpesvirus 14 [syn. Cercopithecine herpesvirus 14]
- Gorilline gammaherpesvirus 1 [syn. Gorilline herpesvirus 1] — Вирус пузырчатого лишая горилл 1
- Human gammaherpesvirus 4 typus — Вирус Эпштейна — Барр
- Macacine gammaherpesvirus 4 [syn. Macacine herpesvirus 4]
- Panine gammaherpesvirus 1 [syn. Panine herpesvirus 1] — Вирус пузырчатого лишая шимпанзе 1
- Papiine gammaherpesvirus 1 [syn. Papiine herpesvirus 1]
- Pongine gammaherpesvirus 2 [syn. Pongine herpesvirus 2] — Вирус пузырчатого лишая орангутанов 2